# アストラハン市電
アストラハン市電（ロシア語: Астраханский трамвай）は、かつてロシア連邦の都市・アストラハンに存在した路面電車。1900年に開通したロシア連邦でも非常に古い歴史を持つ路面電車路線であったが、2007年に廃止された。

## 概要・歴史
アストラハン市内を走る軌道交通が営業運転を開始したのはロシア帝国時代の1900年6月24日（旧暦6月11日）で、開通時から全線が電化されていた。最初に開通したのは4路線、合計9.25 kmで、15両の車両が導入された。その後も路線の延伸は続き、ソビエト連邦（ソ連）成立後の1930年代には市内各地に大規模な路面電車網が存在した。
第二次世界大戦（大祖国戦争）後の1950年代まで、これらのアストラハン市電の路線網の軌間は1,000 mmであったが、1952年から営業運転を開始した1号線以降ソ連における標準軌である1,524 mmへの改軌が順次行われた。路線網が最大であったのは1970年代後半から1999年、5号線が廃止されるまでの期間であり、1 - 5号線に加えて市内中心部を反時計回り（左回り）に走行する環状系統のA号線が存在した。
だが、施設の老朽化や運営組織の資金難に加えて、モータリーゼーションの進展により路線バス（ミニバス）との競争が激化し、更に路面電車が道路の渋滞の原因と指摘される事態となった。そのため、2005年8月のA号線の廃止を皮切りに路線バスに置き換えられていき、利用客が比較的多かった4号線も経由する橋梁の再建工事に合わせて廃止された。そして最後に残された3号線の営業運転が終了した2007年7月24日をもって、アストラハン市電は営業運転を終了した。廃止時に使用されていた車両はウスチ＝カタフスキー車両製造工場製の71-605や71-608であった。
廃止後もしばらくは各所に線路や施設が残存していたが2018年頃までに撤去されている。

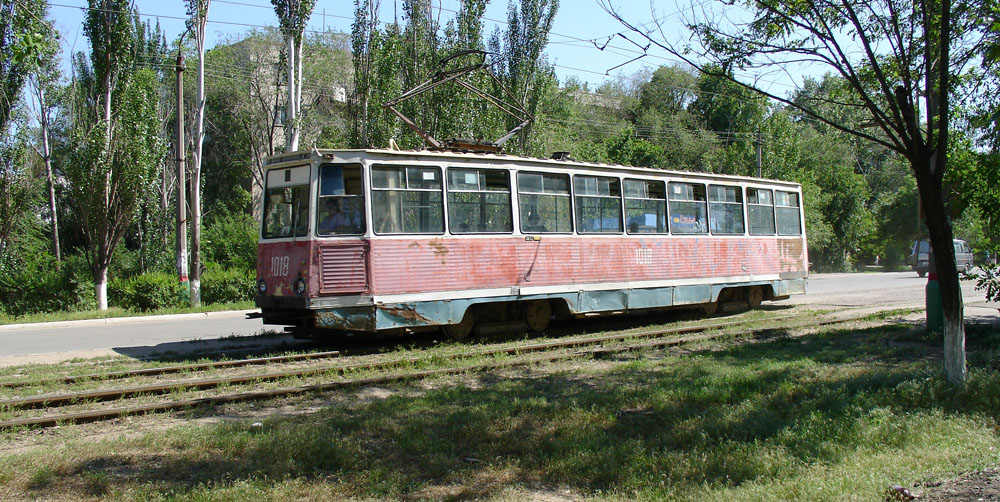
71-605（2006年撮影）
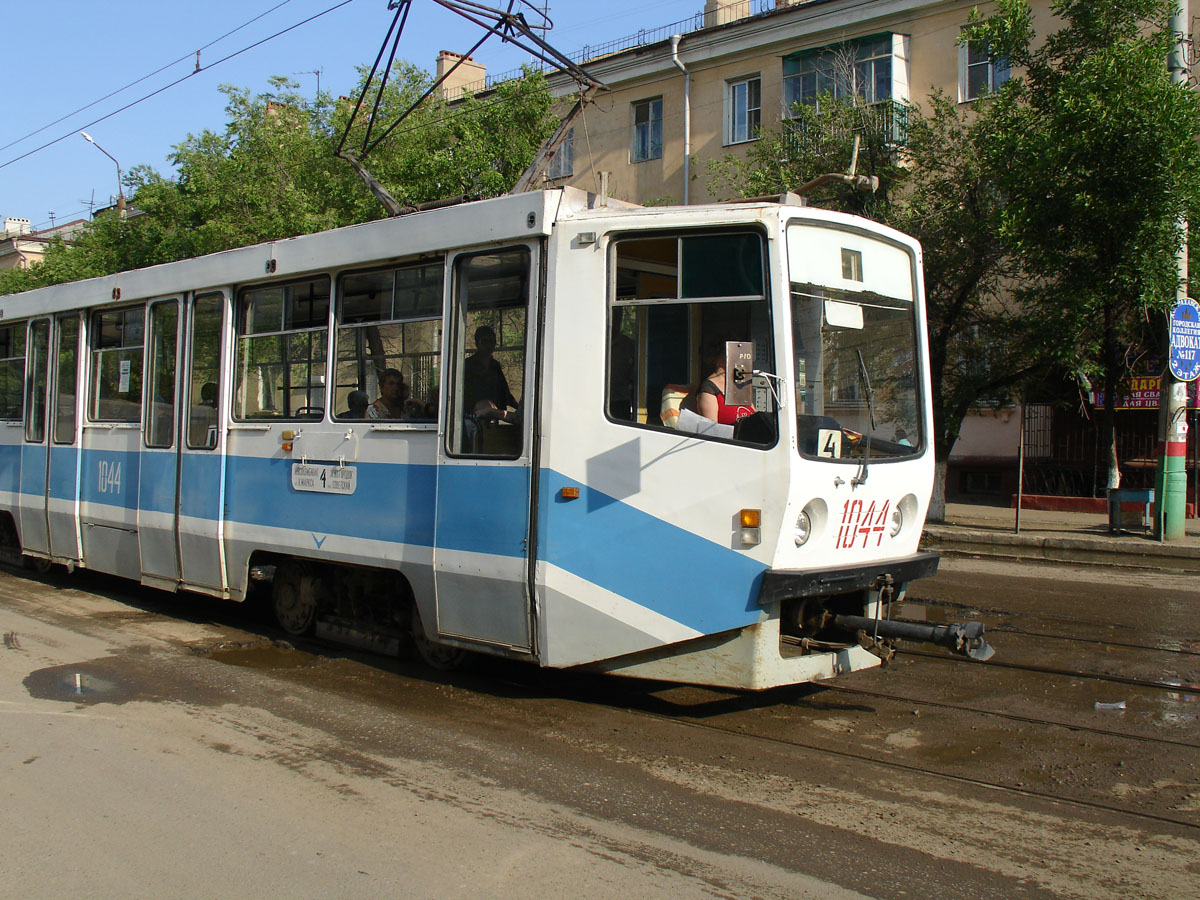
71-608（2006年撮影）